# Tadeusz Obroniecki

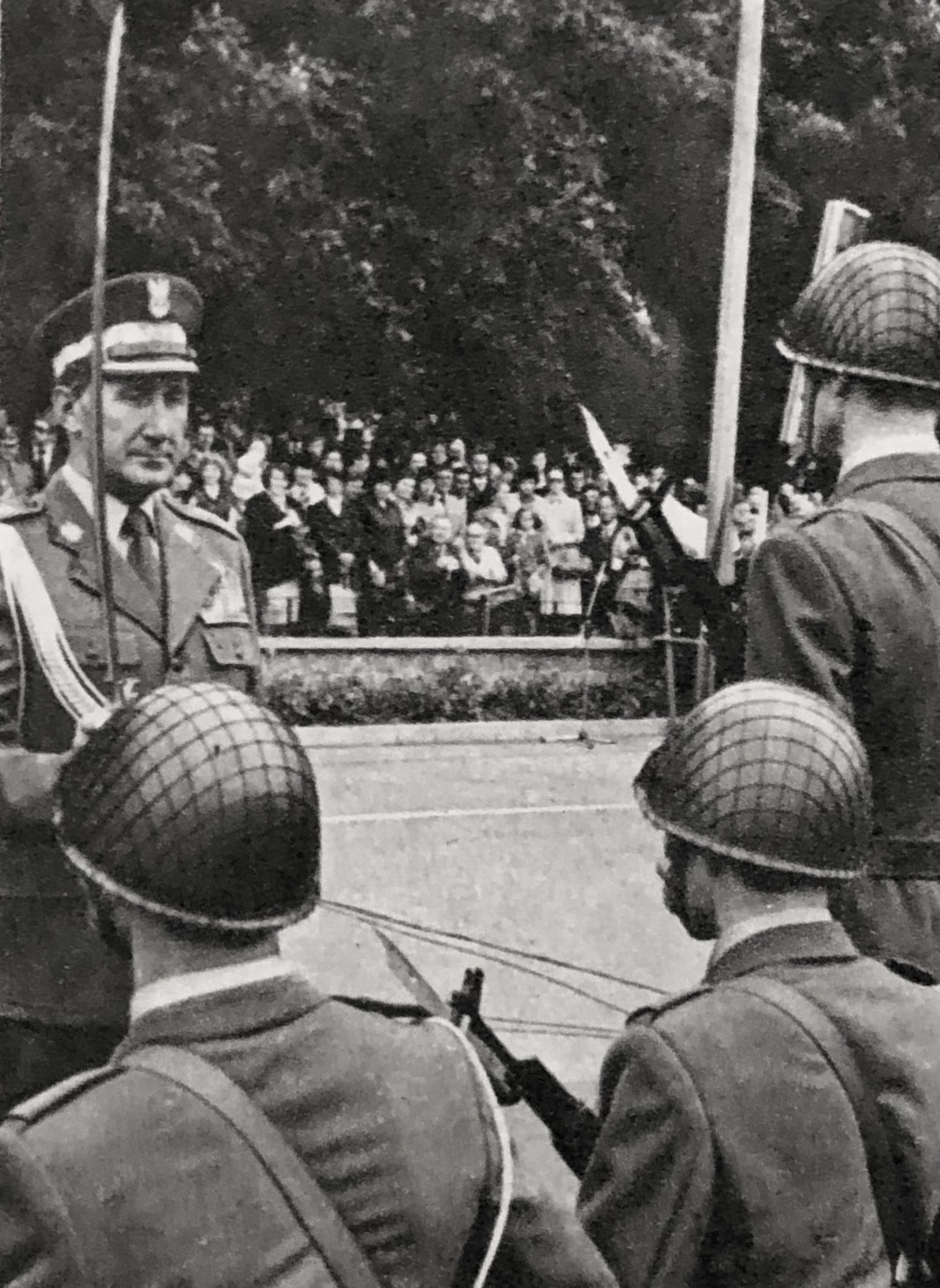
Gen. dyw. dr Tadeusz Obroniecki dokonuje promocji absolwentów WSOWOPL, Koszalin 1980

Tadeusz Obroniecki (ur. 4 listopada 1924 w Jaworze, zm. 8 lutego 2002 w Warszawie) – polski dowódca wojskowy, generał dywizji Wojska Polskiego, szef i dowódca Wojsk Obrony Przeciwlotniczej (1968–1989), doktor nauk wojskowych (1983).

## Życiorys
Urodził się 4 listopada 1924 w Jaworze, pow. turczański w województwie stanisławowskim (ob. obwód lwowski na Ukrainie).
Służbę wojskową pełnił od 8 maja 1944 w 17 pułku artylerii przeciwlotniczej 1 Dywizji Artylerii Przeciwlotniczej, początkowo jako kanonier, a następnie działonowy w tym pułku. Brał udział w walkach na przyczółku warecko-magnuszewskim, podczas walk na Pradze został ranny w lewą rękę. W styczniu 1945 ukończył Kurs Chorążych Artylerii we Włodawie. Rozkazem Naczelnego Dowódcy WP z 30 stycznia 1945 został promowany na stopień chorążego artylerii. Po promocji dowodził plutonem w 69 pułku artylerii przeciwlotniczej 3 Dywizji Artylerii Przeciwlotniczej 2 Armii Wojska Polskiego. Uczestniczył w walkach nad Nysą Łużycką, gdzie został ciężko ranny w obie nogi, a następnie ponownie ranny w prawą nogę pod Mitlizt. Do lutego 1946 przebywał na leczeniu w 8. Chirurgicznym Szpitalu Polowym. 
Po powrocie do służby dowodził plutonem w 86 Łużyckim pułku artylerii przeciwlotniczej w Lesznie, a od maja 1946 plutonem, a następnie baterią szkolną w 88 samodzielnym pułku artylerii przeciwlotniczej w Koszalinie. Od maja do listopada 1946 przebywał na Kursie Dowódców Baterii w 88 pułku artylerii przeciwlotniczej. Od października 1948 pełnił służbę w Oficerskiej Szkole Artylerii Przeciwlotniczej w Koszalinie jako kierownik Kursu Doskonalenia Oficerów i Podoficerów, a od września 1949 dowódca 2 dywizjonu szkolnego. Od stycznia 1952 pełnił służbę w Dowództwie Artylerii WP jako zastępca szefa, a od 1953 szef Oddziału Artylerii Przeciwlotniczej. Przez miesiąc, od września do października 1954  był  p.o. zastępcy dowódcy Artylerii WP ds. Artylerii Przeciwlotniczej. Od października 1954 dowodził 16 Dywizją Artylerii Przeciwlotniczej w Koszalinie. Od lutego 1956 w Dowództwie Artylerii Pomorskiego Okręgu Wojskowego w Bydgoszczy był zastępcą dowódcy Artylerii POW ds. Artylerii Przeciwlotniczej. Od maja 1957 do października 1959 był szefem Oddziału Artylerii Przeciwlotniczej w Szefostwie Artylerii WP w Warszawie. Z kolei od października 1959 do listopada 1962 był szefem Oddziału Operacyjno-Szkoleniowego w Szefostwie Wojsk Obrony Przeciwlotniczej. Równolegle w latach 1957-1960 ukończył w trybie zaocznym studia na Fakultecie Ogólnowojskowym Akademii Sztabu Generalnego WP w Rembertowie. Od listopada 1962 do maja 1968 był zastępcą szefa Wojsk Obrony Przeciwlotniczej. Od maja 1968 do listopada 1989 (nieprzerwanie przez 21 lat) był szefem Wojsk Obrony Przeciwlotniczej (w latach 1982–1989 – dowódcą Wojsk Obrony Przeciwlotniczej).
Na stopień generała brygady awansowany uchwałą Rady Państwa PRL z 6 października 1970. Nominację wręczył mu w Belwederze 10 października 1970 przewodniczący Rady Państwa marszałek Marian Spychalski. Na stopień generała dywizji awansowany uchwałą Rady Państwa PRL z 5 października 1977. Nominację wręczył mu w Belwederze 10 października 1977 I sekretarz Komitetu Centralnego PZPR Edward Gierek. 
30 września 1983 uzyskał stopień doktora nauk wojskowych nadany przez Radę Wydziału Wojsk Lądowych Akademii Sztabu Generalnego WP. W lipcu 1975 ukończył kurs przeszkolenia operacyjnego Wojsk Obrony Przeciwlotniczej w Kijowie. W kwietniu 1983 został powołany w skład Rady Naukowej Wojskowego Instytutu Informatyki. Był także członkiem Rady Naukowej Wyższej Szkoły Oficerskiej Wojsk Obrony Przeciwlotniczej im. por. Mieczysława Kalinowskiego w Koszalinie. Był członkiem kolegium redakcyjnego kilku wojskowych pism naukowych. Posiadał bogaty dorobek wynalazczo-nowatorski i publicystyczny. Został wyróżniony m.in. za przygotowanie i kierowanie wojskami podczas ćwiczeń "Czerwiec-72". 
Członek PPR i PZPR. W październiku 1985 roku kandydował do Sejmu PRL IX kadencji z ramienia PZPR jednak nie został wybrany. W 1988 organizował próby rakiet na krajowym poligonie morskim. 
7 listopada 1989 oficjalnie pożegnany przez ministra obrony narodowej, gen. armii Floriana Siwickiego w związku z zakończeniem zawodowej służby wojskowej. Oficjalnie przeniesiony w stan spoczynku na mocy rozkazu personalnego MON z 2 grudnia 1989 z dniem 20 sierpnia 1990.
Zmarł 8 lutego 2002 w Warszawie i został pochowany na Cmentarzu Wojskowym na Powązkach (kwatera EII-3-7).

## Awanse
- chorąży – 22 stycznia 1945
- podporucznik – 7 maja 1946
- porucznik – 7 grudnia 1946
- kapitan – 22 lipca 1948
- major – 24 sierpnia 1951
- podpułkownik – 28 kwietnia 1953
- pułkownik – 1 października 1960
- generał brygady – 6 października 1970
- generał dywizji – 5 października 1977

## Życie prywatne
Syn Piotra, komornika sądowego i Jadwigi. Mieszkał w Warszawie. Od 1956 żonaty z Aleksandrą z domu Klimek. Małżeństwo miało córkę i syna.

## Odznaczenia, nagrody i wyróżnienia
- Krzyż Srebrny Orderu Wojennego Virtuti Militari (1968)
- Krzyż Komandorski Orderu Odrodzenia Polski (1973)[4]
- Krzyż Oficerski Orderu Odrodzenia Polski (1963)
- Order Sztandaru Pracy I klasy (1980)
- Krzyż Walecznych (1946)
- Złoty Krzyż Zasługi (1958)
- Srebrny Krzyż Zasługi (1947)
- Medal 10-lecia Polski Ludowej (1954)
- Medal 30-lecia Polski Ludowej (1974)
- Medal 40-lecia Polski Ludowej (1984)
- Medal za Odrę, Nysę, Bałtyk
- Medal Zwycięstwa i Wolności 1945
- Złoty Medal „Siły Zbrojne w Służbie Ojczyzny” (1968)
- Srebrny Medal „Siły Zbrojne w Służbie Ojczyzny”
- Brązowy Medal „Siły Zbrojne w Służbie Ojczyzny”
- Medal „Za udział w walkach o Berlin” (1969)
- Złoty Medal „Za zasługi dla obronności kraju” (1976)
- Srebrny Medal „Za zasługi dla obronności kraju”
- Brązowy Medal „Za zasługi dla obronności kraju”
- Medal im. Ludwika Waryńskiego (1988)[5]
- Odznaka honorowa "Za zasługi w rozwoju województwa koszalińskiego" (1968)[6]
- Złota odznaka honorowa „Za Zasługi dla Warszawy” (1977)[7]
- Medal "Za długoletnią, ofiarną służbę" (nadany przez ministra obrony narodowej, 1989)
- Krzyż Wojenny Czechosłowacki 1939 (ČSSR)
- Medal „30-lecia Rewolucyjnych Sił Zbrojnych” (Kuba, 1987)
- Order Czerwonego Sztandaru (ZSRR, 1973)
- Order Wojny Ojczyźnianej I stopnia (ZSRR, 1968)
- Medal jubileuszowy „Dwudziestolecia zwycięstwa w Wielkiej Wojnie Ojczyźnianej 1941–1945” (ZSRR)
- Medal jubileuszowy „Trzydziestolecia zwycięstwa w Wielkiej Wojnie Ojczyźnianej 1941–1945” (ZSRR, 1975)
- Medal jubileuszowy „Czterdziestolecia zwycięstwa w Wielkiej Wojnie Ojczyźnianej 1941–1945” (ZSRR, 1985)
- Medal jubileuszowy „60 lat Sił Zbrojnych ZSRR”
- Wpis do „Honorowej Księgi Czynów Żołnierskich” (1976)
- Nagroda ministra obrony narodowej I stopnia za pracę zespołową w dziedzinie sztuki operacyjnej nt.: „System doskonalenia i planowania OPL wojsk operacyjnych” (1977)
- Nagroda ministra obrony narodowej I stopnia za pracę zespołową w dziedzinie sztuki operacyjnej – za opracowanie systemu przeznaczonego do mierzenia przeciwstawnych potencjałów bojowych (1979)
- I inne